# Мадона ди Пујанело (Модена)
Мадона ди Пујанело је насеље у Италији у округу Модена, региону Емилија-Ромања.
Према процени из 2011. у насељу је живело 54 становника. Насеље се налази на надморској висини од 439 м.